# Mallik
Cette page explique l’histoire ou répertorie les différents membres de la famille Mallik.
Mallik est une famille de musiciens de cour indiens spécialisés depuis plusieurs générations dans le chant de style dhrupad de la musique hindoustanie. C'est aussi une gharânâ (école) sous le nom de Darbhangâ. Cette école, concurrente de la famille Dâgar, privilégie le rythme à la mélodie, et fait de courts âlâps, pour développer bien des variations.

## Kshitipal Mallik
Guru de Rajit Ram Mallik

## Ram Chatur Mallik (1906-1990)
Fils de Rajit Ram Mallik. Chanteur musicien de la cour de Darbhangâ.

## Vidur Mallik (1936- )
Fils de Sukhdev Mallik, il a lui-même trois fils, avec lesquels il se produit :

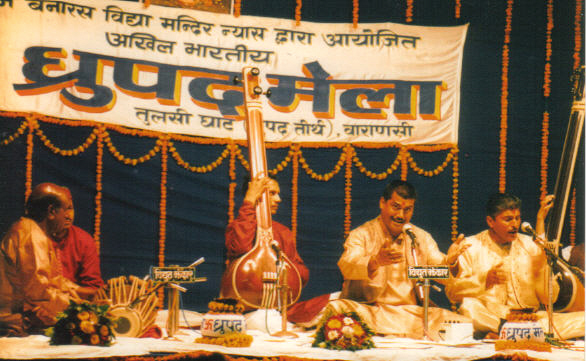
Vidur et Prem Kumar Mallik.

### Ram Kumar Mallik (1957- )

#### Santosh Kumar Mallik
Fils de Ram Kumar Mallik

### Anand Kumar Mallik (1960- )
Joueur de pakhâwaj et de tablâ.

### Prem Kumar Mallik (1962- )

#### Prashant Kumar Mallik
Fils de Prem Kumar Mallik.

## Abhay Narayan Mallik (1937- )
Fils de Jay Narayan Mallik et petit-neveu de Ram Chatur Mallik

### Sanjay Kumar Mallik
Fils du précédent.

## Chote Narayan Mallik
Joueur de pakhâwaj.

## Source
- (en) Selina Thielmann, The Darbhangâ tradition, Indica, 1997.